# Pet (манга)
Pet (яп. ペット Пэтто) —  японская серия манги, написанная и иллюстрированная Рандзё Миякэ. Премьера экранизации аниме-сериала от Geno Studio состоялась в январе 2020 года.

## Сюжет
Есть люди, которые могут проникнуть в сознание человечества и контролировать их воспоминания. Эта сила используется для уничтожения загадок, дел, или что еще хуже, для убийства. Потенциал упомянутой силы достаточно велик, чтобы он мог разрушить разум людей, однако может нанести ответный удар и съесть их собственное сердце. Чтобы противостоять этому, цепи используются, чтобы запереть и защитить слабое и опасное сердце друг друга. Из-за растущего страха и презрения их впоследствии называют «Питомцем».

## Персонажи
- Хироки (яп. ヒロキ)

Сэйю: Кэйсукэ Уэда
- Цукаса (яп. 司)

Сэйю: Кисё Танияма
- Сатору (яп. 悟)

Сэйю: Юки Оно
- Хаяси (яп. 林)

Сэйю: Ясуюки Касэ
- Кацураги (яп. 桂木)

Сэйю: Сюнсукэ Сакуя
- Дзин (яп. ジン)

Сэйю: M・A・O
- Рон (яп. ロン)

Сэйю: Кодзи Юса
- Президент компании (яп. 社長 Сятё:)

Сэйю: Нобуо Тобита

## Медиа

### Манга
Рандзё Миякэ изначально издавал свою мангу в журнале Big Comic Spirits издательства Shogakukan. В 2009 году издательство Enterbrain опубликовало пятитомное переработанное издание.
| № | Японская: дата публикации                                        | Японская: ISBN      |
| - | ---------------------------------------------------------------- | ------------------- |
| 1 | 30 января 2003 г. (Shogakukan) 26 октября 2009 г. (Enterbrain)   | ISBN 978-4091866516 |
| 2 | 30 января 2003 г. (Shogakukan) 26 октября 2009 г. (Enterbrain)   | ISBN 978-4091866523 |
| 3 | 30 мая 2003 г. (Shogakukan) 26 ноября 2009 г. (Enterbrain)       | ISBN 978-4091866530 |
| 4 | 30 сентября 2003 г. (Shogakukan) 25 декабря 2009 г. (Enterbrain) | ISBN 978-4091866547 |
| 5 | 25 декабря 2003 г. (Shogakukan) 29 января 2010 г. (Enterbrain)   | ISBN 978-4091866554 |

### Аниме
В марте 2018 года было объявлено об адаптации манги в формат телесериала. Премьера аниме была изначально запланирована на октябрь 2019 года, но по различным причинам она состоялась в январе 2020 года на телеканалах Tokyo MX, BS11, AT-X и других. Экранизация выполнена на студии Geno Studio совместно с Twin Engine под руководством режиссёра Такахиро Омори, по сценарию Садаюки Мураи и дизайну персонажей Дзюнъити Хаямы. Трансляция по всему миру осуществлялась на сервисе Amazon.

## Примечание
1. 1 2 3 4  Crystalyn Hodgkins. 'Pet' TV Anime Reveals Cast, Stage Play Adaptation (англ.). Anime News Network (23 сентября 2018). Дата обращения: 14 ноября 2019. Архивировано 19 января 2019 года.
2. 1 2 3 4  Jennifer Sherman. 'Pet' Anime Reveals Promo Video, More Cast, January Premiere (англ.). Anime News Network (28 октября 2019). Дата обращения: 14 ноября 2019. Архивировано 19 декабря 2019 года.
3. ↑  ペット 1 (ビッグコミックス) (яп.). Amazon.co.jp. Дата обращения: 20 марта 2018.
4. ↑  ペット リマスター・エディション 1 (яп.). Enterbrain. Дата обращения: 20 марта 2018. Архивировано 23 октября 2009 года.
5. ↑  ペット 2 (ビッグコミックス) (яп.). Amazon.co.jp. Дата обращения: 20 марта 2018.
6. ↑  ペット リマスター・エディション 2 (яп.). Enterbrain. Дата обращения: 20 марта 2018. Архивировано 8 декабря 2011 года.
7. ↑  ペット 3 (ビッグコミックス) (яп.). Amazon.co.jp. Дата обращения: 20 марта 2018.
8. ↑  ペット リマスター・エディション 3 (яп.). Enterbrain. Дата обращения: 20 марта 2018. Архивировано 8 декабря 2011 года.
9. ↑  ペット 4 (ビッグコミックス) (яп.). Amazon.co.jp. Дата обращения: 20 марта 2018.
10. ↑  ペット リマスター・エディション 4 (яп.). Enterbrain. Дата обращения: 20 марта 2018. Архивировано 21 марта 2018 года.
11. ↑  ペット 5 (ビッグコミックス) (яп.). Amazon.co.jp. Дата обращения: 20 марта 2018.
12. ↑  ペット リマスター・エディション 5 (яп.). Enterbrain. Дата обращения: 20 марта 2018. Архивировано 21 августа 2016 года.